# Concepción Saiz Otero
Concepción Saiz Otero (Santiago de Compostela, La Coruña, 22 de mayo de 1851 — Pancorbo, Burgos, marzo de 1934) fue una maestra, pedagoga, feminista y escritora española. Su aportación al difícil y dilatado proceso de integración de la mujer española en la sociedad en condiciones de igualdad con el varón, puede quedar descrito en estas palabras escritas por ella en 1929:

"La Escuela Normal Central hizo, en un cuarto de siglo, la labor casi milagrosa de transformar a la mujer española, de ser pasivo, destinado (fuera de la función de la maternidad, siempre augusta) a convertirse en peso muerto de la sociedad, en un ser inteligente, activo, apto para bastarse a sí misma y aun para servir a otros de sostén fuerte y abnegado. Aquellos tipos de las Señoras de Porreño, arrancados por el maestro Galdós a la vida real de la segunda mitad del siglo XIX, han pasado a la Historia".
Concepción Saiz Otero"La Revolución del 68 y la cultura femenina. Un episodio nacional que no escribió Pérez Galdós." (1929)

## Biografía
Nacida en el ecuador del siglo XIX, Concepción Saiz (a la que más tarde sus alumnas llamarían "Pura") fue hija de Andrea de Otero y Pérez, gallega, y Raimundo Saiz Reoyo, burgalés y carabinero de profesión. Esta ocupación paterna hizo que la familia viajara durante la infancia de "Pura", en virtud de los destinos que se le dieron en Ciudad Rodrigo, Vivero, Logroño y Burgos. En esta última ciudad, su hermana mayor y maestra de profesión, obtuvo una plaza en la escuela de la localidad de Pancorbo. En 1870, "Pura" y su familia viajaron a Madrid, donde la joven siguió el ejemplo de su hermana ingresando en la Escuela Normal Central de Maestras en 1876, Se inició como profesora normalista en 1884, actividad que desarrolló hasta su jubilación en 1921. 
En 1882 participó en el Congreso Nacional Pedagógico, y con mayor protagonismo estuvo en la Mesa del Congreso Hispano-portugués-americano, celebrado en Madrid, del 13 al 27 de octubre de 1892; Mesa en la que también estuvieron Manuel Ruiz de Quevedo (presidente de la Asociación para la Enseñanza de la Mujer), Emilia Pardo Bazán, Rafael Torres Campos, Concepción Aleixandre, Asunción Vela y Juan Facundo Riaño, no pudiendo acudir, por hallarse enferma Concepción Arenal. 
Su actividad en el campo de la pedagogía quedó reflejada en numerosas colaboraciones en revistas, diarios y semanarios como La Tribuna (1882) y Nuestro Tiempo (1902-1906), además de en las publicaciones profesionales Magisterio Español (entre 1883 y 1897), La Escuela Moderna (1893-1900) y la Revista de Medicina Social Española (1916-1918).
En 1908 fue pensionada por el Estado español a través de la Junta para Ampliación de Estudios e Investigaciones Científicas para representar a España en la Exposición franco-británica y el Congreso Internacional de Educación Moral, reunidos en Londres, dentro de
la Sección de Pedagogía junto a otras cuatro maestras y a cuatro maestros, y en un claro ambiente regeneracionista e Institucionista. Colaboró con Carmen de Burgos en el Álbum artístico literario y participó en instituciones como la Unión Ibero Americana, la Asociación Matritense de Caridad o el Patronato de Ciegos. Finalmente, de la Escuela Normal Central de Maestras de Madrid pasó en 1909 a la Escuela de Estudios Superiores de Magisterio de Madrid, donde se jubiló tras cumplir los setenta años de edad. Ocasión en la que sus compañeras y alumnas solicitaron para ella la Cruz de Alfonso XII. Continuó no obstante activa, publicando libros y artículos en revistas profesionales de la educación y fijó su residencia en Pancorbo (Burgos), aunque mantuvo relación con algunas de sus antiguas alumnas y colaborando de modo esporádico en la Revista de Escuelas Normales.  
Murió al inicio de la primavera de 1934 y fue enterrada en el cementerio de Pancorbo, donde una lápida costeada por sus alumnas dejó memoria de su homenaje, además de una placa conmemorativa en la escuela de Madrid que en 1934 llevaba su nombre.
Su trayectoria vital ha quedado como relato autobiográfico en el libro La revolución del 68 y la cultura femenina. Un episodio nacional que no escribió Pérez Galdós (Apuntes del natural), que fue reeditado en 2006 con motivo de la celebración del Centenario de la Junta para Ampliación de Estudios (1907-2007).

## Pedagogía y feminismo
La actitud profesional y el compromiso social con los que "Pura" Saiz diseñó su vida quedaron valorados en su momento por las generaciones de maestras que formó y alentó —quizá del mismo modo que los posibles méritos de un escritor quedan grabados en las páginas de sus obras completas—, y que en la documentación recogida han dejado claros y abundantes ejemplos positivos, a pesar de las especiales condiciones en que su tarea tuvo que desarrollarse. Uno de los mayores malentendidos con los que la educadora se enfrentó fue la insistencia con que los "detractores de la educación de las mujeres" tachaban a las maestras de feministas en el sentido peyorativo del término (muy extendido en su época).

"Nadie menos feminista <que una Maestra>, en el sentido repulsivo y antipático que los malintencionados dan a la palabra. La Maestra, como todas las feministas españolas, busca en la cultura la dignificación, sin aspirar, en poco ni en mucho, a ese mal llamada emancipación, que subvertiría la misión de los sexos. La Maestra española aspira a ilustrarse y a ilustrar, a desenvolver y perfeccionar sus cualidades ingénitas, a rectificar los errores de su inteligencia, la ceguedad de sus pasiones y la obstinación de su voluntad, con el fin único y exclusivo de alcanzar más perfección en su género, de ser más mujer. No pide al trabajo que la emancipe del amor y de la familia; por el contrario, le demanda la libertad de dirigir sus sentimientos, sin someterlos a las imposiciones de la conveniencia o la necesidad".
Concepción Saiz Otero"Hacia el porvenir. La maestra española. (1902)

## Obra
- Cartas... ¿pedagógicas? Ensayo de Psicología pedagógica. (Madrid; Sucesores de Rivadeneyra, 1895). Escrita en colaboración con Urbano González Serrano y prologada por Adolfo Posada.
- ¿Cómo utilizar los millones de superávit?. Madrid; Imprenta Sucursal de Hernando, 1905).[nota 2]
- Teoría y práctica de la educación y la enseñanza. Curso completo y enciclopédico de Pedagogía, expuesto conforme a un método rigurosamente didáctico. Madrid; Sucesores de Hernando, 1908.
- Dos meses por las escuelas de Londres. Madrid; Sucesores de Hernando, 1911.[nota 3]
- Lecturas escolares. Notas históricas y páginas selectas de literatura castellana (siglos XII al XIX), 4 vols.; Madrid; Librería General de Victoriano Suárez, 1913-1928.
- Urbano González Serrano (boceto biográfico). Madrid; Librería General de Victoriano Suárez, 1914.
- La Revolución del 68 y la cultura femenina. Un episodio nacional que no escribió Pérez Galdós. (Apuntes del natural); dos ediciones, ambas en Madrid; la de la Librería General de Victoriano Suárez, 1929; y la de Sucesores de M. Minuesa.
- El método de la escuela renovada de Milán. Madrid; Ministerio de Instrucción Pública, 1930.
- Las nuevas escuelas italianas. Madrid; Ministerio de Instrucción Pública, 1930.